# فرفیون فرانسوی
فرفیون فرانسوی (نام علمی: Euphorbia myrsinites) نام یک گونه از سرده فرفیون است.